# Trigonella media
Trigonella media är en ärtväxtart som beskrevs av Alire Raffeneau Delile. Trigonella media ingår i släktet trigonellor, och familjen ärtväxter. Inga underarter finns listade i Catalogue of Life.